# Сидибе, Манде
Манде Сидибе́ (20 января 1940, Бафулабе, Мали — 25 августа 2009, Париж, Франция) — малийский политический деятель, бывший премьер-министр Мали (2000—2002); старший брат Модибо Сидибе.

## Биография
В 1965 году окончил экономический факультет Парижского университета. В 1974 году получил диплом менеджера университета Дж. Вашингтона.
По его возвращении в Мали он начал работать в Банке Республики Мали.
В 1967—1975 гг. — в африканском департаменте Международного валютного фонда.
В 1975—1985 гг. — занимал несколько должностей в МВФ, включая руководителя отделения и Африканского департамента.
В 1985—1993 гг. — в Центральном банке государств Западной Африки (BCEAO), где занимает посты генерального секретаря и специального советника управляющего BCEAO.
В 1992—1995 гг. — директор представительства BCEAO в Мали, сохранив статус специального советника управляющего Центральным банком. В 1996 году Манде Сидибе стал специальным советником малийского Президента Альфы Умара Конаре.
В 1996—2000 гг. — советник президента Мали Альфа Умара Конаре.
В 2000—2002 гг. — премьер-министр Мали.
В 2002 г. участвовал в президентских выборах, получил 2% голосов и занял 9-е место.
В 2003—2006 гг. — член Совета директоров банковской группы Ecobank Transnational Incorporated (ETI).
С 2006 г. — председатель Совета директоров ETI.
Брат Манде Сидибе — Модибо Сидибе является премьер-министром Мали с 2007 г.